# Brigada 35 Infanterie (1916-1918)
Brigada 35 Infanterie a fost o mare unitate de nivel tactic, care s-a constituit la 14/27 august 1916 prin mobilizarea unor unități și subunități de rezervă, din compunerea Comandamentului III Teritorial: Regimentul 50 Infanterie - (Focșani) și Regimentul 64 Infanterie - (Tecuci). Brigada a făcut parte din organica  Diviziei 5 Infanterie.:p. 81
La intrarea în război, Brigada 35 Infanterie a fost comandată de colonelul Tiberiu Robescu. În urma reorganizării armatei de la începutul anului 1917, brigada a fost desființată, regimentele componente au fost contopite în Regimentul 50/64 Infanterie, care a intrat în organica Brigăzii 25 Infanterie.

## Participarea la operații

### Campania anului 1916
În campania anului 1916 Brigada 35 Infanterie a participat la acțiunile militare în dispozitivul de luptă al Diviziei 5 Infanterie participând la Acțiunile militare din Dobrogea și Bătălia pentru București.

## Ordinea de bătaie

### La mobilizarea din 1916
La declararea mobilizării, la 27 august 1916, Brigada 35 Infanterie a făcut parte din compunerea de luptă a Diviziei 5 Infanterie, alături de Regimentul 3 Vânători, Brigada 9 Infanterie, Brigada 10 Infanterie și Brigada 5 Artilerie. Ordinea de bătaie a brigăzii era următoarea:
- Brigada 35 Infanterie

- Regimentul 50 Infanterie
- Regimentul 64 Infanterie

## Comandanți
- Colonel Tiberiu Robescu